# Yoshida Kenkō
Yoshida Kaneyoshi, conegut com Kenkō (吉田兼好, Yoshida Kenkō, 1283 - 1350) autor japonès i monjo budista caminant. L'any 1340, durant un retir va escriure el seu treball més famós: "Tsurezuregusa" ("Assajos en la peresa"), una de les obres més estudiades de la literatura japonesa medieval escrites durant els períodes Muromachi y Kamakura.

## Vida i treball
Kenkōva néixer l'any 1283, fill d'un funcionari de govern en una família de fe sintoista. El seu nom original era Urabe Kaneyoshi (, Urabe Kaneyoshi (卜部兼好)). Es va convertir en cap de guardes al palau imperial. Més tard, es va retirar de la vida pública, canviant el seu nom a Yoshida Kenkō i fent-se monjo budista i ermità. Les raons d'això són desconegudes, però s'ha conjecturat que va sofrir una decepció amorosa per la filla del prefecte de la província de Iga o que mantenia un duel per la mort de l'emperador Go-Uda.
Encara que va escriure poesia i va participar en alguns concursos de poesia en la cort imperial (la seva participació en 1335 i 1344 està documentada), la fama de Kenkō està basada en la seva obra Tsurezuregusa, "Notes sobre la peresa", una col·lecció de 243 assajos curts, publicats pòstumament. La temàtica dels assajos inclou la bellesa del medi ambient, la transitorietat de la vida, les tradicions, l'amistat, la bellesa de la natura, deplora la vida de la cort per inútil i altres conceptes. A part d'aquesta obra magna Tsurezuregusa, també destaca una altra de les seves obres: "Una tassa de sake sota els cirerers", que és una recopilació de reflexions i assaigs dels seus pensaments, en què parla principalment dels plaers fugaços de la vida.
El Tsurezuregusa va ser popular en el segle  i es va considerar un clàssic en el segle xv . És part de l'educació moderna a les escoles japoneses.